# Chlanidophora culleni
Chlanidophora culleni är en fjärilsart som beskrevs av Brethes 1908. Chlanidophora culleni ingår i släktet Chlanidophora och familjen nattflyn. Inga underarter finns listade i Catalogue of Life.